# Teoría del arte

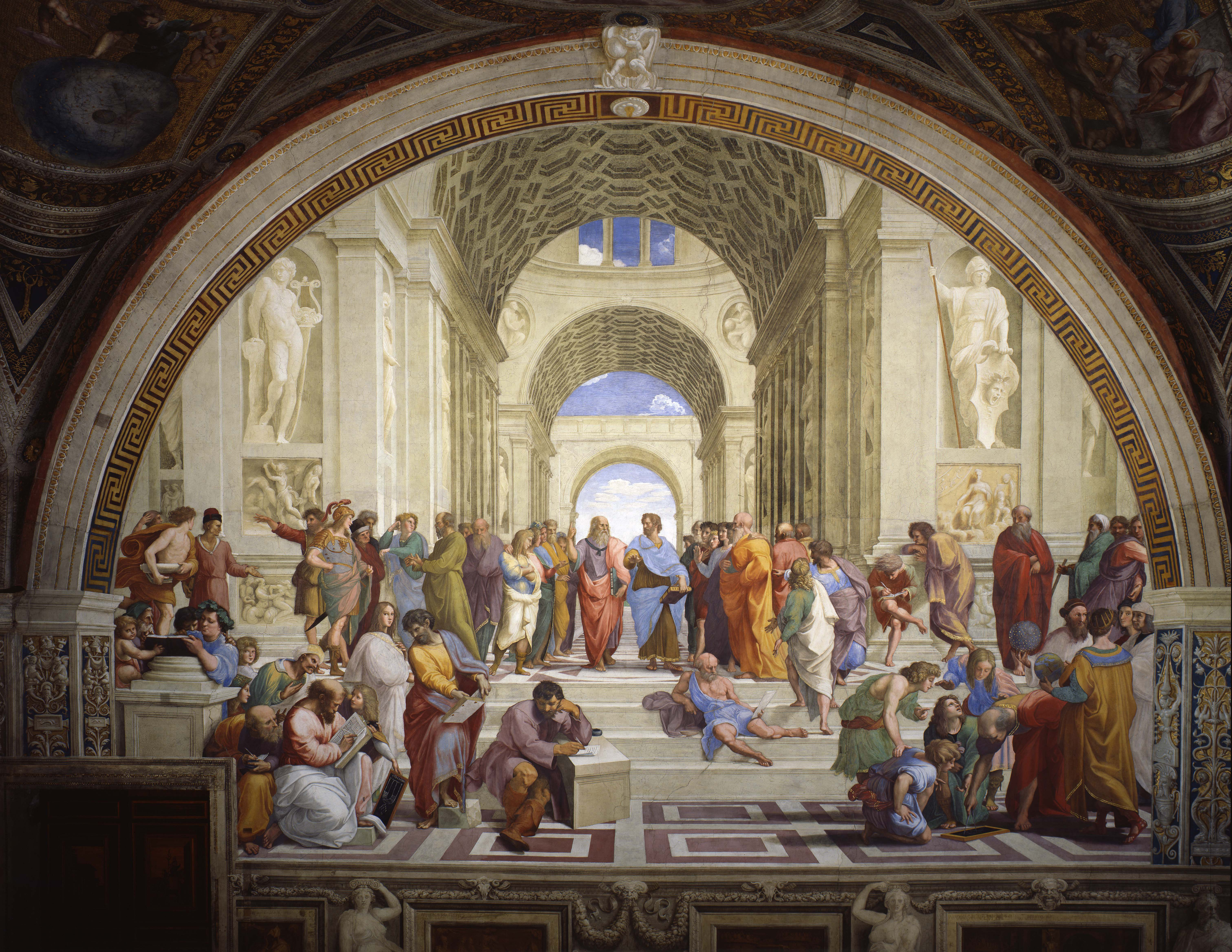
La escuela de Atenas, de Rafael, muestra el alto grado de teorización que había alcanzado el arte durante el Renacimiento pleno, en vísperas del manierismo. Los artistas (humanistas completos, a la vez arquitectos, escultores y pintores, pero también poetas y filósofos) veían su arte como un oficio sublime, y a sí mismos como intelectuales comparables a los más reputados sabios de la Antigüedad, cuyos personajes encarnan en esta obra (confrontada en las Estancias del Vaticano a La disputa del Sacramento). El debate de los antiguos y los modernos, que proviene de la escolástica medieval, encauzará ese tema, decisivo para la crisis de la conciencia europea que condujo a la Ilustración y la ciencia moderna.

El taller del pintor, de Gustave Courbet, 1855. El realismo desafía al academicismo con este manifiesto en que el pintor se precia de rodearse de personajes sacados de todas las extracciones sociales.

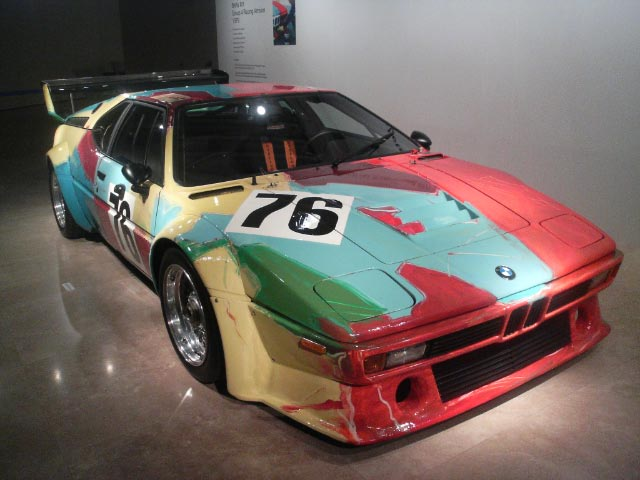
Coche pintado por Andy Warhol (1979). El pop art y, antes que él, también el surrealismo o la abstracción, son idóneos para un concepto de arte implicado en la producción. La reproducción en serie puede ser un camino de ida y vuelta (Lata de sopa Campbell's) y la conexión con el espectáculo, el deporte y los medios de comunicación de masas pueden ser algo natural. Ya el manifiesto futurista de Marinetti (1909) había sentenciado que un automóvil de carreras es más bello que la Victoria de Samotracia.

La teoría del arte (también teoría de las artes) es una disciplina académica que engloba toda descripción de las manifestaciones artísticas (fenómenos artísticos u obras de arte), empezando por su consideración o aceptación como tales, en todos los géneros del arte, pero especialmente de las llamadas bellas artes (que incluyen tanto las artes visuales -pintura, escultura y arquitectura- como la literatura, la música u otras artes escénicas). 
En cambio, las llamadas artes aplicadas (también denominadas artes menores, artes decorativas o artes y oficios) han merecido históricamente un aprecio menor (junto al de otras artesanías y por oposición a las mejor valoradas artes liberales), aunque desde finales del siglo XIX se han reivindicado (movimiento de Arts and Crafts) y desde el siglo XX han alcanzado la etiqueta de diseño, cuya generalización a cualquier ámbito de la creación y la producción o incluso de los servicios corre el peligro de aplicarse sin criterio de forma abusiva e incluso ridícula, desvirtuando su contenido.
Las teorías del arte analizan este desde un punto de vista teórico y normativo, proporcionando una metodología para desvelar el significado de sus obras. El marco filosófico en el que puede situarse cada versión de la teoría del arte está estrechamente vinculado a diferentes interpretaciones de la estética, dado que la reflexión en torno a la esencia y función del arte mismo se encontraría en la frontera entre ambas disciplinas, de difícil deslinde.
Desde un punto de vista valorativo, la aplicación individual o social de una teoría del arte se denomina gusto artístico.

## Teoría del arte en la historia
Con algunas excepciones, como la civilización china, en la que existe una tradición de teoría del arte desde el siglo VI (los Seis Principios de la Pintura de Xie He), la inmensa mayoría de la producción escrita sobre teoría del arte ha correspondido históricamente a la civilización occidental.

### Concepto de arte en la civilización occidental

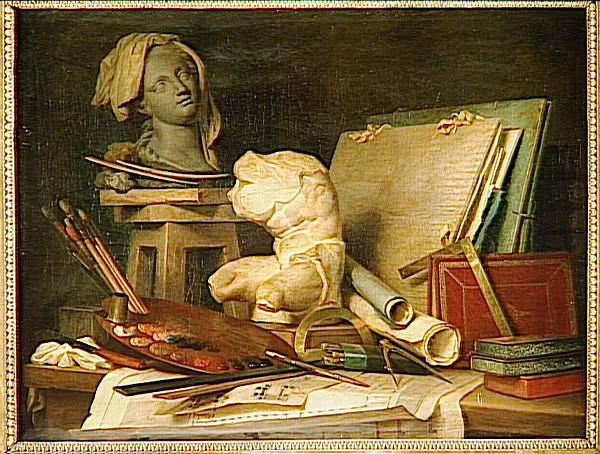
Atributos de la pintura, la escultura y la arquitectura (1769), de Anne Vallayer-Coster.

La definición de arte es abierta, subjetiva, discutible. No existe un acuerdo unánime entre historiadores, filósofos o artistas. 
A lo largo del tiempo se han dado numerosas definiciones de arte, entre ellas: «el arte es el recto ordenamiento de la razón» (Tomás de Aquino); «el arte es aquello que establece su propia regla» (Schiller); «el arte es el estilo» (Max Dvořák); «el arte es expresión de la sociedad» (John Ruskin); «el arte es la libertad del genio» (Adolf Loos); «el arte es la idea» (Marcel Duchamp); «el arte es la novedad» (Jean Dubuffet); «el arte es la acción, la vida» (Joseph Beuys); «arte es todo aquello que los hombres llaman arte» (Dino Formaggio),«arte es vida,vida es arte» (Wolf Vostell).
El concepto ha ido variando con el paso del tiempo: hasta el Renacimiento, arte solo se consideraban las artes liberales; la arquitectura, la escultura y la pintura eran “manualidades”. 
El arte ha sido desde siempre uno de los principales medios de expresión del ser humano, a través del cual manifiesta sus ideas y sentimientos, la forma como se relaciona con el mundo. Su función puede variar desde la más práctica hasta la ornamental, puede tener un contenido religioso o simplemente estético, puede ser duradero o efímero. 
En el siglo XX se pierde incluso el sustrato material: decía Beuys que la vida es un medio de expresión artística, destacando el aspecto vital, la acción. Así, todo el mundo es capaz de ser artista.
El término arte procede del latín ars, y es el equivalente al término griego τέχυη (téchne, de donde proviene ‘técnica’). Originalmente se aplicaba a toda la producción realizada por el hombre y a las disciplinas del saber hacer. Así, artistas eran tanto el cocinero, el jardinero o el constructor, como el pintor o el poeta. Con el tiempo la derivación latina (ars -> arte) se utilizó para designar a las disciplinas relacionadas con las artes de lo estético y lo emotivo; y la derivación griega (téchne -> técnica), para aquellas disciplinas que tienen que ver con las producciones intelectuales y de artículos de uso. En la actualidad, es difícil encontrar que ambos términos (arte y técnica) se confundan o utilicen como sinónimos.

#### Edades Antigua y Medieval
Desde Platón hasta el siglo XIX existía un consenso genérico en la literatura culta sobre qué era arte y qué perseguía, cuyo referente fue desde el inicio la Poética de Aristóteles, y posteriormente los textos latinos del arquitecto Vitrubio o los dramaturgos Terencio y Plauto. La imitación (mímesis) de la naturaleza y la identificación de la belleza con los principios de verdad y bondad (paralelismo de estética y ética, función moral y utilitaria del arte) solían ser las ideas más consideradas. En la Antigüedad Tardía la cristianización (que filosóficamente consistió en la conciliación del neoplatonismo con los textos bíblicos a través de la patrística) colocó el arte bajo sospecha, como a todo lo material. El periodo medieval vio distintas formas de aprecio y desprecio de las artes (estética cisterciense de Bernardo de Claraval, diversas consideraciones de los pensadores escolásticos en la universidad medieval) que, de forma extrema, llegaron a la iconoclastia de un determinado periodo del arte bizantino, y a la ausencia (o muy limitada presencia) de arte figurativo en el arte islámico.
En la antigüedad clásica grecorromana, una de las principales cunas de la civilización occidental y primera cultura que reflexionó sobre el arte, se consideraba el arte como una habilidad del ser humano en cualquier terreno productivo, siendo prácticamente un sinónimo de ‘destreza’: destreza para construir un objeto, para comandar un ejército, para convencer al público en un debate, o para efectuar mediciones agrónomas. En definitiva, cualquier habilidad sujeta a reglas, a preceptos específicos que la hacen objeto de aprendizaje y de evolución y perfeccionamiento técnico. En cambio, la poesía, que venía de la inspiración, no estaba catalogada como arte. Así, Aristóteles, por ejemplo, definió el arte como aquella «permanente disposición a producir cosas de un modo racional», y Quintiliano estableció que era aquello «que está basado en un método y un orden» (via et ordine). Platón, en el Protágoras, habló del arte, opinando que es la capacidad de hacer cosas por medio de la inteligencia, a través de un aprendizaje. Para Platón, el arte tiene un sentido general, es la capacidad creadora del ser humano. Casiodoro destacó en el arte su aspecto productivo, conforme a reglas, señalando tres objetivos principales del arte: enseñar (doceat), conmover (moveat) y complacer (delectet).

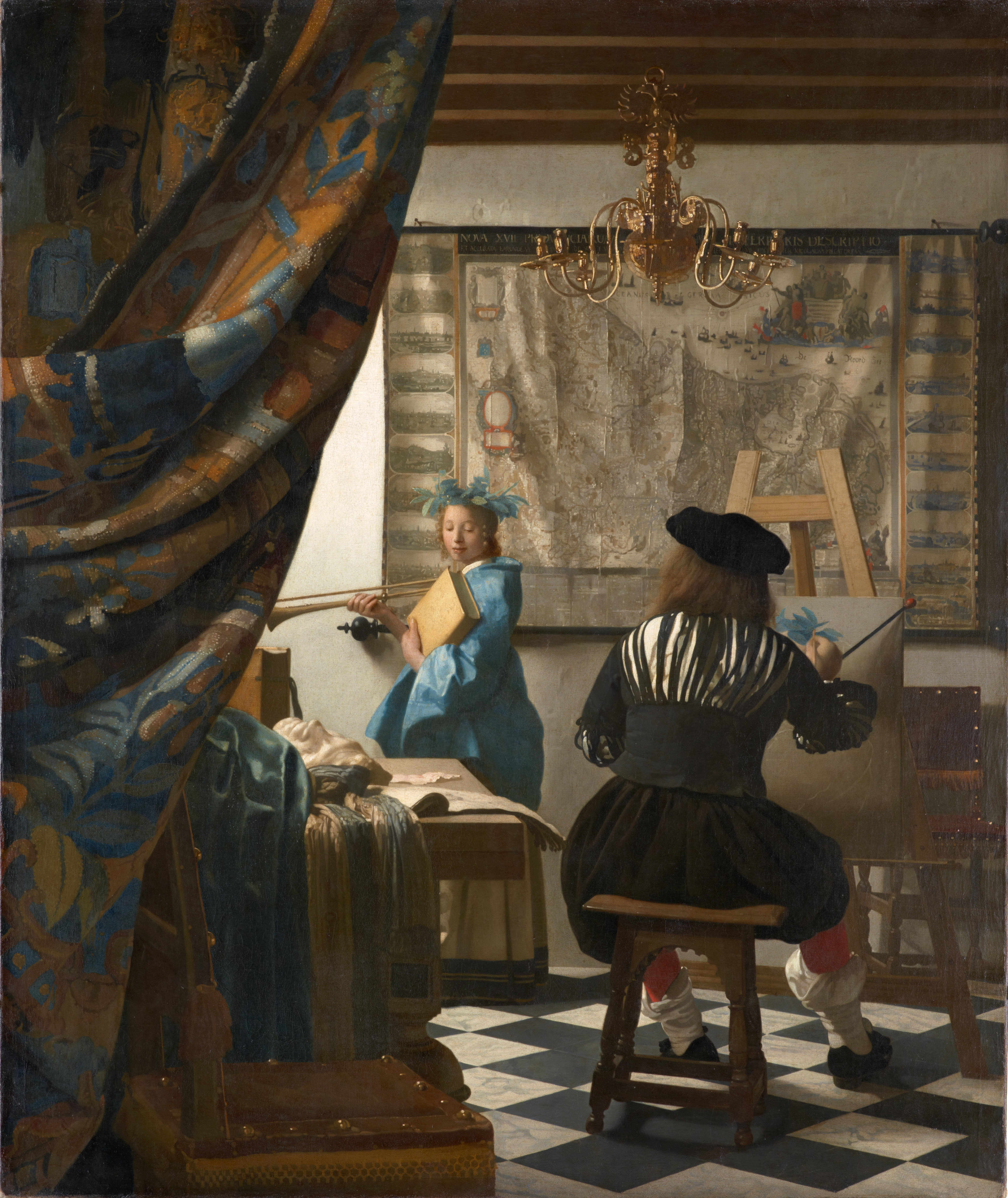
Alegoría de la pintura (1666), de Johannes Vermeer.

#### Edad Moderna
El Renacimiento de los siglos XV y XVI, además de permitir la valoración social del artista como humanista que reflexionaba teóricamente sobre su propio arte, significó una minusvaloración del arte medieval (despreciado como gótico) y una revalorización la Antigüedad clásica grecorromana, o al menos de lo que se reconstruyó como su canon. Todo ello se fijó e institucionalizó con el clasicismo de los siglos XVII y XVIII en las instituciones académicas (academicismo). La Revolución francesa significó la alteración de ese marco, de forma paralela al desmantelamiento del Antiguo Régimen y a la irrupción del concepto de libertad en el arte de manos del Romanticismo, cuyo concepto de belleza incluía también la vertiente atormentada que representa la novela gótica o las Pinturas negras de Goya. 
Durante el Renacimiento se empezó a gestar un cambio de mentalidad, separando los oficios y las ciencias de las artes, donde se incluyó por primera vez a la poesía, considerada hasta entonces un tipo de filosofía o incluso de profecía –para lo que fue determinante la publicación en 1549 de la traducción italiana de la Poética de Aristóteles–. En este cambio influyó la situación social del artista del Renacimiento, más valorado que sus antecesores por cuanto los productos que elabora adquieren un nuevo estatus de objetos destinados a un consumo estético. Ello es debido al interés que los nobles y ricos prohombres italianos tenían por la belleza, que se convierte a la vez en un medio de destacar socialmente, incrementando el mecenazgo artístico y fomentando el coleccionismo. Surgieron en ese contexto varios tratados teóricos acerca del arte, como los de Leon Battista Alberti (De Pictura, 1436-1439; De re aedificatoria, 1450; y De Statua, 1460), o Los Comentarios (1447) de Lorenzo Ghiberti. Alberti recibió la influencia aristotélica, pretendiendo aportar una base científica al arte. Habló de decorum, el tratamiento del artista para adecuar los objetos y temas artísticos a un sentido mesurado, perfeccionista. Ghiberti fue el primero en periodificar la historia del arte, distinguiendo antigüedad clásica, periodo medieval y lo que llamó “renacer de las artes”.
Con el manierismo comenzó el arte moderno: las cosas ya no se representan tal como son, sino tal como las ve el artista. La belleza se relativiza, se pasa de la belleza única renacentista, basada en la ciencia, a las múltiples bellezas del manierismo, derivadas de la naturaleza. Apareció en el arte un nuevo componente de imaginación, reflejando tanto lo fantástico como lo grotesco, como se puede percibir en la obra de Brueghel o Arcimboldo. Giordano Bruno fue uno de los primeros pensadores que prefiguró las ideas modernas: decía que la creación es infinita, no hay centro ni límites –ni Dios ni el hombre–, todo es movimiento, dinamismo. Para Bruno, hay tantos artes como artistas, introduciendo la idea de originalidad del artista. El arte no tiene normas, no se aprende, sino que viene de la inspiración.
Los siguientes avances se hicieron en el siglo XVIII con la Ilustración, donde comenzó a producirse cierta autonomía del hecho artístico: el arte se alejó de la religión y de la representación del poder para ser fiel reflejo de la voluntad del artista, centrándose más en las cualidades sensibles de la obra que no en su significado. Jean-Baptiste Dubos, en Reflexiones críticas sobre la poesía y la pintura (1719), abrió el camino hacia la relatividad del gusto, razonando que la estética no viene dada por la razón, sino por los sentimientos. Así, para Dubos el arte conmueve, llega al espíritu de una forma más directa e inmediata que el conocimiento racional. Dubos hizo posible la democratización del gusto, oponiéndose a la reglamentación académica, e introdujo la figura del ‘genio’, como atributo dado por la naturaleza, que está más allá de las reglas. 

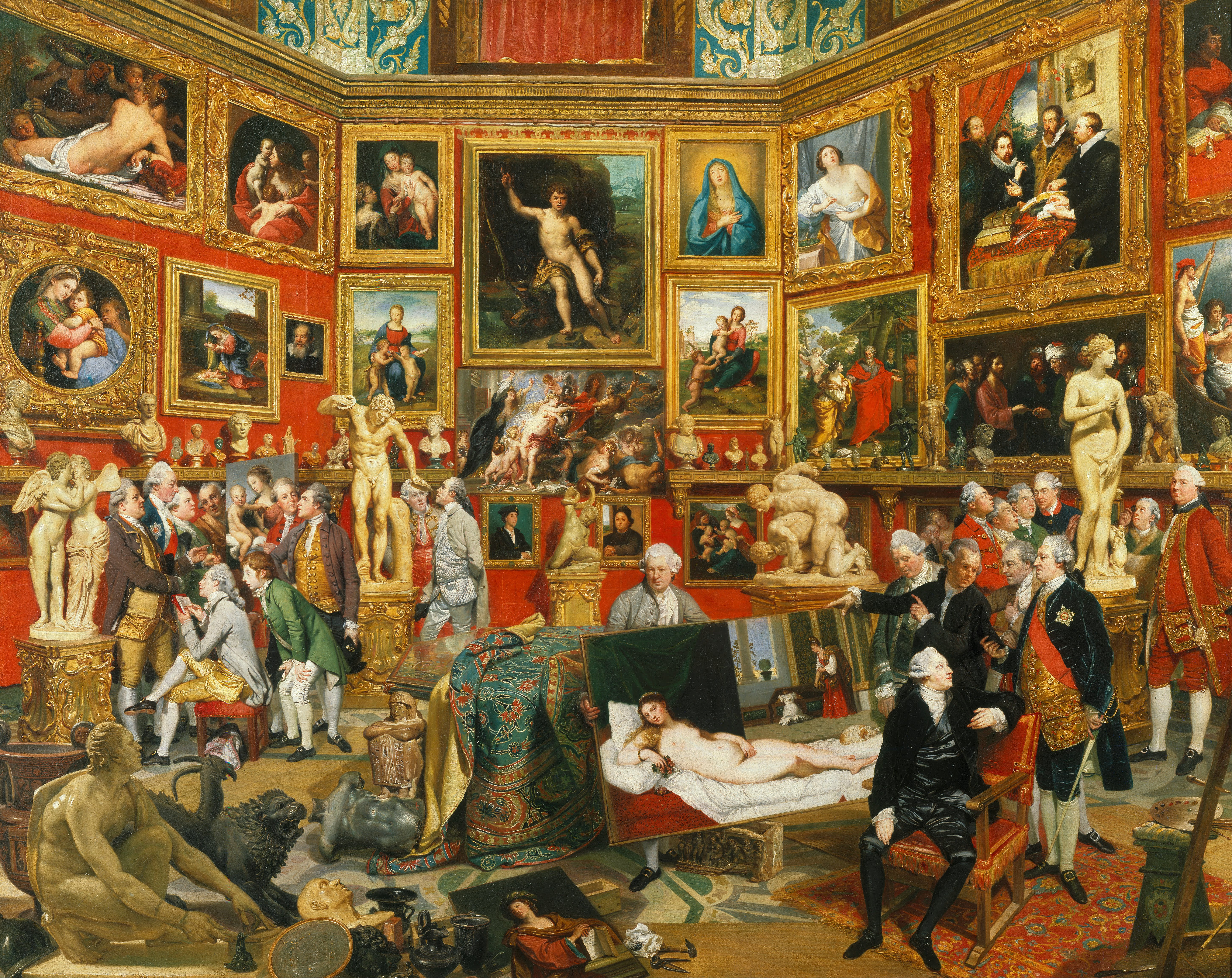
El tribunal de los Uffizi (1772-1778), de Johann Zoffany.

#### Edad Contemporánea
A la diversidad de teorías de arte, frecuentemente antagónicas, se sumaron las construcciones de la historiografía del arte convertido en una disciplina universitaria, con un fuerte predominio de autores de habla alemana, que convirtió a la historia del arte en una ciencia social.
En un campo muy próximo también se situó la crítica de arte como función estrechamente vinculada al mercado artístico, de modo similar a como la crítica literaria lo está al mundo editorial y la crítica musical al negocio del espectáculo (show business).
La fijación del gusto academicista en los premios y exposiciones (como el Salón de París) tuvo su reacción en convocatorias alternativas como el Salon des Refusés (Salón de los Rechazados, 1863) que fueron creando un nuevo concepto de arte independiente que a su vez se institucionalizó y quedó sometido a nuevas críticas y rupturas generacionales.
Después de la decisiva ruptura de los esquemas artísticos que supuso el impresionismo de finales del siglo XIX y las sucesivas vanguardias artísticas del siglo XX (cada una de ellas teorizando conscientemente sobre sí misma y su lugar en el arte mediante manifiestos), se fijaron nuevos conceptos de arte moderno y arte contemporáneo, cuyo significado y teoría del arte son cualquier cosa menos algo unívoco. Arte moderno no es el arte de la Edad Moderna, sino nuestro arte contemporáneo, o incluso no todo el arte contemporáneo, sino solo el que estéticamente responde a los imprecisos requisitos que definen la ruptura estética contra el academicismo. Esta se da no con la modernidad (cuyo comienzo se podría establecer cronológicamente desde el siglo XV), sino con la aplicación del término libertad al arte (lo que podría localizarse desde el siglo XIX, y no en todos los artistas o estilos). 
La reflexión teórica en torno al arte seguía siendo uno de los objetos centrales del pensamiento y la filosofía, sobre todo en la primera mitad del siglo XX, como reacción a la radical transformación tanto del arte contemporáneo como de la sociedad contemporánea (sociedad industrial, de masas o de consumo) en el contexto histórico de entreguerras (1918-1939: revolución soviética, fascismos, crisis de 1929); y se manifestó en conceptos nuevos o de renovada definición, muchas veces en tensión dialéctica, como los de arte puro y arte comprometido (paralelos a los de poesía pura y compromiso del intelectual), arte desinteresado, arte deshumanizado (original de Ortega y Gasset), etc.

##### SigloXIX
En el romanticismo, surgido en Alemania a finales del siglo XVIII con el movimiento denominado Sturm und Drang, triunfó la idea de un arte que surge espontáneamente del individuo, desarrollando la noción de genio –el arte es la expresión de las emociones del artista–, que comienza a ser mitificado. Autores como Novalis y Friedrich von Schlegel reflexionaron sobre el arte: en la revista Athenäum, editada por ellos, surgieron las primeras manifestaciones de la autonomía del arte, ligado a la naturaleza. Para ellos, en la obra de arte se encuentran el interior del artista y su propio lenguaje natural.
Arthur Schopenhauer dedicó el tercer libro de El mundo como voluntad y representación a la teoría del arte: el arte es una vía para escapar del estado de infelicidad propio del hombre. Identificó conocimiento con creación artística, que es la forma más profunda de conocimiento. El arte es la reconciliación entre voluntad y conciencia, entre objeto y sujeto, alcanzando un estado de contemplación, de felicidad. La conciencia estética es un estado de contemplación desinteresada, donde las cosas se muestran en su pureza más profunda. El arte habla en el idioma de la intuición, no de la reflexión; es complementario de la filosofía, la ética y la religión. Influido por la filosofía oriental, manifestó que el hombre debe liberarse de la voluntad de vivir, del ‘querer’, que es origen de insatisfacción. El arte es una forma de librarse de la voluntad, de ir más allá del ‘yo’.
Richard Wagner recogió la ambivalencia entre lo sensible y lo espiritual de Schopenhauer: en Ópera y drama (1851), Wagner planteó la idea de la “obra de arte total” (Gesamtkunstwerk), donde se haría una síntesis de la poesía, la palabra –elemento masculino– y la música –elemento femenino–. Opinaba que el lenguaje primitivo sería vocálico, mientras que la consonante fue un elemento racionalizador; así pues, la introducción de la música en la palabra sería un retorno a la inocencia primitiva del lenguaje.
A finales del siglo XIX surgió el esteticismo, que fue una reacción al utilitarismo imperante en la época y a la fealdad y materialismo de la era industrial. Frente a ello, surgió una tendencia que otorgaba al arte y a la belleza una autonomía propia, sintetizada en la fórmula de Théophile Gautier “el arte por el arte” (l'art pour l'art), llegando incluso a hablarse de “religión estética”. Esta postura pretendía aislar al artista de la sociedad, buscando de forma autónoma su propia inspiración y dejándose llevar únicamente por una búsqueda individual de la belleza. Así, la belleza se aleja de cualquier componente moral, convirtiéndose en el fin último del artista, que llega a vivir su propia vida como una obra de arte –como se puede apreciar en la figura del dandy–. Uno de los teóricos del movimiento fue Walter Pater, que influyó sobre el denominado decadentismo inglés, estableciendo en sus obras que el artista debe vivir la vida intensamente, siguiendo como ideal a la belleza. Para Pater, el arte es “el círculo mágico de la existencia”, un mundo aislado y autónomo puesto al servicio del placer, elaborando una auténtica metafísica de la belleza.

El taller del pintor (1855), de Gustave Courbet.

Por otro lado, Charles Baudelaire fue uno de los primeros autores que analizaron la relación del arte con la recién surgida era industrial, prefigurando la noción de “belleza moderna”: no existe la belleza eterna y absoluta, sino que cada concepto de lo bello tiene algo de eterno y algo de transitorio, algo de absoluto y algo de particular. La belleza viene de la pasión y, al tener cada individuo su pasión particular, también tiene su propio concepto de belleza. En su relación con el arte, la belleza expresa por un lado una idea “eternamente subsistente”, que sería el “alma del arte”, y por otro un componente relativo y circunstancial, que es el “cuerpo del arte”. Así, la dualidad del arte es expresión de la dualidad del hombre, de su aspiración a una felicidad ideal enfrentada a las pasiones que le mueven hacia ella. Frente a la mitad eterna, anclada en el arte clásico antiguo, Baudelaire vio en la mitad relativa el arte moderno, cuyos signos distintivos son lo transitorio, lo fugaz, lo efímero y cambiante –sintetizados en la moda–. Baudelaire tenía un concepto neoplatónico de belleza, que es la aspiración humana hacia un ideal superior, accesible a través del arte. El artista es el “héroe de la modernidad”, cuya principal cualidad es la melancolía, que es el anhelo de la belleza ideal.
En contraposición al esteticismo
, Hippolyte-Adolphe Taine elaboró una teoría sociológica del arte: en su Filosofía del arte (1865-1869) aplicó al arte un determinismo basado en la raza, el contexto y la época (race, milieu, moment). Para Taine, la estética, la “ciencia del arte”, opera como cualquier otra disciplina científica, sobre la base de parámetros racionales y empíricos. Igualmente, Jean Marie Guyau, en Los problemas de la estética contemporánea (1884) y El arte desde el punto de vista sociológico (1888), planteó una visión evolucionista del arte, afirmando que el arte está en la vida, y que evoluciona como esta; y, al igual que la vida del ser humano está organizada socialmente, el arte debe ser reflejo de la sociedad.
La estética sociológica tuvo una gran vinculación con el realismo pictórico y con movimientos políticos de izquierdas, especialmente el socialismo utópico: autores como Henri de Saint-Simon, Charles Fourier y Pierre Joseph Proudhon defendieron la función social del arte, que contribuye al desarrollo de la sociedad, aunando belleza y utilidad en un conjunto armónico. Por otro lado, en el Reino Unido, la obra de teóricos como John Ruskin y William Morris aportó una visión funcionalista del arte: en Las piedras de Venecia (1851-1856) Ruskin denunció la destrucción de la belleza y la vulgarización del arte llevada a cabo por la sociedad industrial, así como la degradación de la clase obrera, defendiendo la función social del arte. En El arte del pueblo (1879) pidió cambios radicales en la economía y la sociedad, reclamando un arte “hecho por el pueblo y para el pueblo”. Por su parte, Morris –fundador del movimiento Arts & Crafts– defendió un arte funcional, práctico, que satisfaga necesidades materiales y no solo espirituales. En Escritos estéticos (1882-1884) y Los fines del arte (1887) planteó un concepto de arte utilitario pero alejado de sistemas de producción excesivamente tecnificados, próximo a un concepto del socialismo cercano al corporativismo medieval.

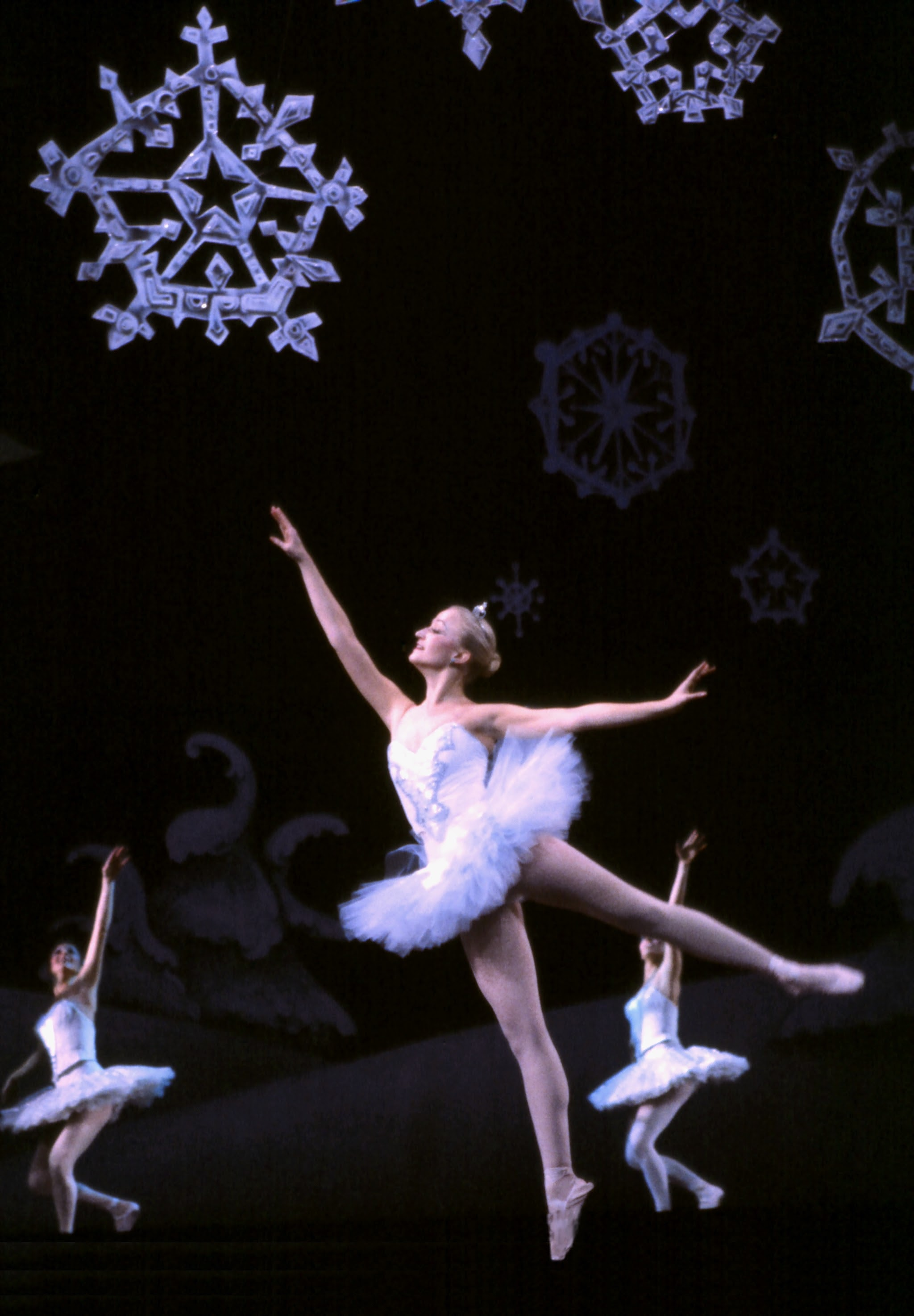
Representación de El cascanueces, de Piotr Chaikovski.

Por otro lado, la función del arte fue cuestionada por el escritor ruso Lev Tolstoi: en ¿Qué es el arte? (1898) se planteó la justificación social del arte, argumentando que siendo el arte una forma de comunicación solo puede ser válido si las emociones que transmite pueden ser compartidas por todos los hombres. Para Tolstói, la única justificación válida es la contribución del arte a la fraternidad humana: una obra de arte solo puede tener valor social cuando transmite valores de fraternidad, es decir, emociones que impulsen a la unificación de los pueblos.
En esa época se empezó a abordar el estudio del arte desde el terreno de la psicología: Sigmund Freud aplicó el psicoanálisis al arte en Un recuerdo infantil de Leonardo da Vinci (1910), defendiendo que el arte sería una de las maneras de representar un deseo, una pulsión reprimida, de forma sublimada. Opinaba que el artista es una figura narcisista, cercana al niño, que refleja en el arte sus deseos, y afirmó que las obras artísticas pueden ser estudiadas como los sueños y las enfermedades mentales, con el psicoanálisis. Su método era semiótico, estudiando los símbolos, y opinaba que una obra de arte es un símbolo. Pero como es el símbolo el que hace aquello simbolizado, hay que estudiar la obra de arte para llegar al origen creativo de la obra. Igualmente, Carl Gustav Jung relacionó la psicología con diversas disciplinas como la filosofía, la sociología, la religión, la mitología, la literatura y el arte. En Contribuciones a la psicología analítica (1928), sugirió que los elementos simbólicos presentes en el arte son “imágenes primordiales” o “arquetipos”, que están presentes de forma innata en el “subconsciente colectivo” del ser humano.
Wilhelm Dilthey, desde la estética cultural, formuló una teoría acerca de la unidad entre arte y vida. Prefigurando el arte de vanguardia, Dilthey ya vislumbraba a finales del siglo XIX cómo el arte se alejaba de las reglas académicas, y cómo cobraba cada vez mayor importancia la función del público, que tiene el poder de ignorar o ensalzar la obra de un artista determinado. Encontró en todo ello una “anarquía del gusto”, que achacó a un cambio social de interpretación de la realidad, pero que percibió como transitorio, siendo necesario hallar «una relación sana entre el pensamiento estético y el arte». Así, ofreció como salvación del arte las “ciencias del espíritu”, especialmente la psicología: la creación artística debe poder analizarse bajo el prisma de la interpretación psicológica de la fantasía. En Vida y poesía (1905) presentó la poesía como expresión de la vida, como ‘vivencia’ (Erlebnis) que refleja la realidad externa de la vida. La creación artística tiene pues como función intensificar nuestra visión del mundo exterior, presentándolo como un conjunto coherente y pleno de sentido.

##### Siglo XX

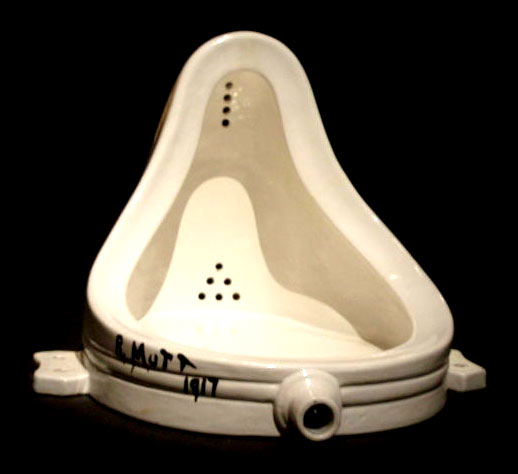
Fuente, de Marcel Duchamp. El supone una pérdida del concepto de belleza clásica para conseguir un mayor efecto en el diálogo artista-espectador.

El siglo XX ha supuesto una radical transformación del concepto de arte: la superación de las ideas racionalistas de la Ilustración y el paso a conceptos más subjetivos e individuales, partiendo del movimiento romántico y cristalizando en la obra de autores como Kierkegaard y Nietzsche, suponen una ruptura con la tradición y un rechazo de la belleza clásica. El concepto de realidad fue cuestionado por las nuevas teorías científicas: la subjetividad del tiempo de Bergson, la relatividad de Einstein, la mecánica cuántica, etc. Por otro lado, las nuevas tecnologías hacen que el arte cambie de función, ya que la fotografía y el cine ya se encargan de plasmar la realidad. Todos estos factores producen la génesis del arte abstracto, el artista ya no intenta reflejar la realidad, sino su mundo interior, expresar sus sentimientos. El arte actual tiene oscilaciones continuas del gusto, cambia simultáneamente junto a este: así como el arte clásico se sustentaba sobre una metafísica de ideas inmutables, el actual, de raíz kantiana, encuentra gusto en la conciencia social de placer (cultura de masas). También hay que valorar la progresiva disminución del analfabetismo, puesto que antiguamente, al no saber leer gran parte de la población, el arte gráfico era el mejor medio para la transmisión del conocimiento –sobre todo religioso–, función que ya no es necesaria en el siglo XX.
Una de las primeras formulaciones fue la del marxismo: de la obra de Marx se desprendía que el arte es una “superestructura” cultural determinada por las condiciones sociales y económicas del ser humano. Para los marxistas, el arte es reflejo de la realidad social, si bien el propio Marx no veía una correspondencia directa entre una sociedad determinada y el arte que produce. Georgi Plejánov, en Arte y vida social (1912), formuló una estética materialista que rechazaba el “arte por el arte”, así como la individualidad del artista ajeno a la sociedad que lo envuelve. Walter Benjamin incidió de nuevo en el arte de vanguardia, que para él es «la culminación de la dialéctica de la modernidad», el final del intento totalizador del arte como expresión del mundo circundante. Intentó dilucidar el papel del arte en la sociedad moderna, realizando un análisis semiótico en el que el arte se explica a través de signos que el hombre intenta descifrar sin un resultado aparentemente satisfactorio. En La obra de arte en la época de la reproductibilidad técnica (1936) analizó la forma cómo las nuevas técnicas de reproducción industrial del arte pueden hacer variar el concepto de este, al perder su carácter de objeto único y, por tanto, su halo de reverencia mítica; esto abre nuevas vías de concebir el arte –inexploradas aún para Benjamin– pero que supondrán una relación más libre y abierta con la obra de arte.
Theodor W. Adorno, como Benjamin perteneciente a la Escuela de Frankfurt, defendió el arte de vanguardia como reacción a la excesiva tecnificación de la sociedad moderna. En su Teoría estética (1970) afirmó que el arte es reflejo de las tendencias culturales de la sociedad, pero sin llegar a ser fiel reflejo de esta, ya que el arte representa lo inexistente, lo irreal; o, en todo caso, representa lo que existe pero como posibilidad de ser otra cosa, de trascender. El arte es la “negación de la cosa”, que a través de esta negación la trasciende, muestra lo que no hay en ella de forma primigenia. Es apariencia, mentira, presentando lo inexistente como existente, prometiendo que lo imposible es posible.

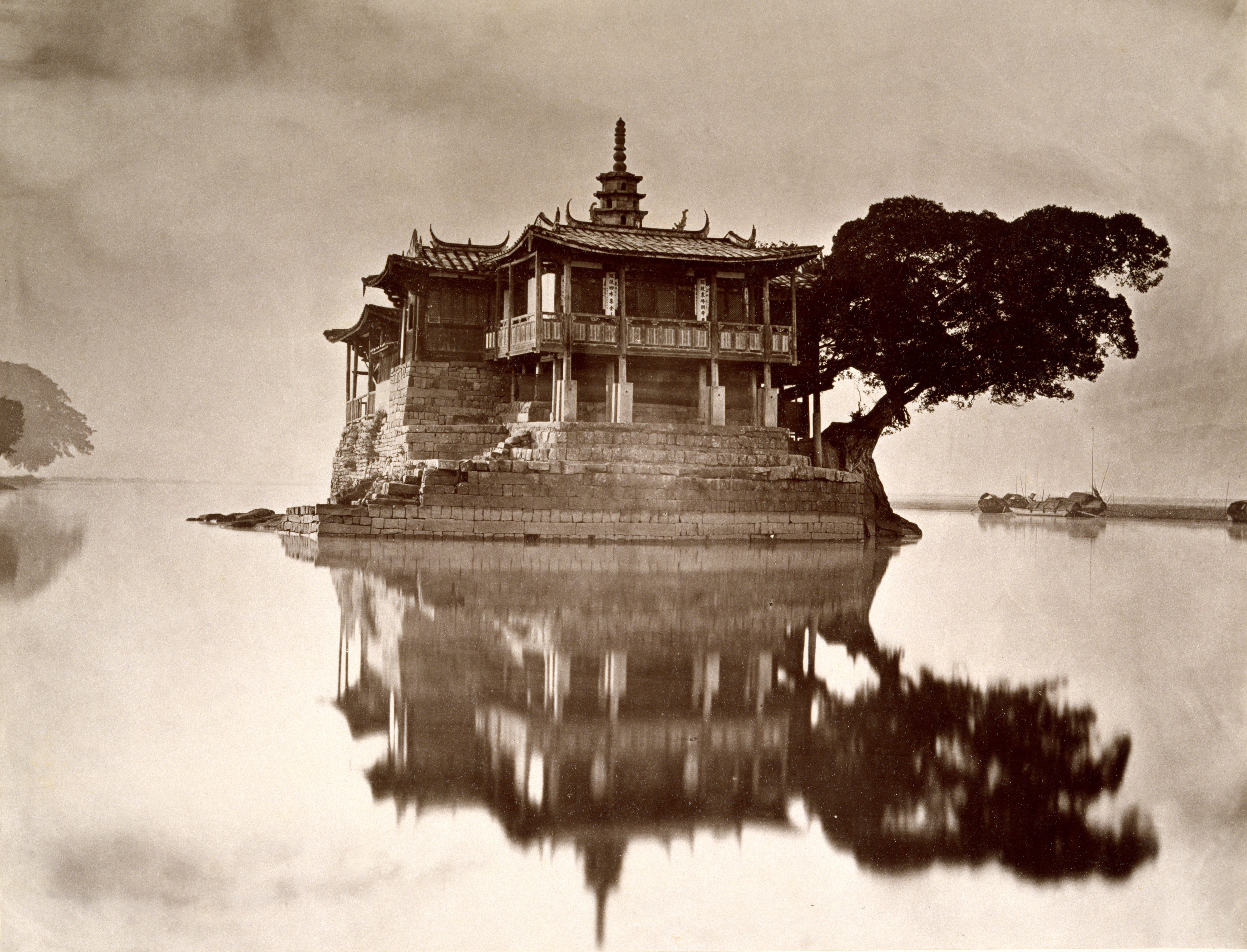
Isla Pagoda en la desembocadura del río Min (1870), de John Thomson. La fotografía supuso una gran revolución a la hora de concebir el arte en el y el.

Representante del pragmatismo, John Dewey, en Arte como experiencia (1934), definió el arte como “culminación de la naturaleza”, defendiendo que la base de la estética es la experiencia sensorial. La actividad artística es una consecuencia más de la actividad natural del ser humano, cuya forma organizativa depende de los condicionamientos ambientales en que se desenvuelve. Así, el arte es “expresión”, donde fines y medios se fusionan en una experiencia agradable. Para Dewey, el arte, como cualquier actividad humana, implica iniciativa y creatividad, así como una interacción entre sujeto y objeto, entre el hombre y las condiciones materiales en las que desarrolla su labor.
José Ortega y Gasset analizó en La deshumanización del arte (1925) el arte de vanguardia desde el concepto de “sociedad de masas”, donde el carácter minoritario del arte vanguardista produce una elitización del público consumidor de arte. Ortega aprecia en el arte una “deshumanización” debida a la pérdida de perspectiva histórica, es decir, de no poder analizar con suficiente distancia crítica el sustrato sociocultural que conlleva el arte de vanguardia. La pérdida del elemento realista, imitativo, que Ortega aprecia en el arte de vanguardia, supone una eliminación del elemento humano que estaba presente en el arte naturalista. Asimismo, esta pérdida de lo humano hace desaparecer los referentes en que estaba basado el arte clásico, suponiendo una ruptura entre el arte y el público, y generando una nueva forma de comprender el arte que solo podrán entender los iniciados. La percepción estética del arte deshumanizado es la de una nueva sensibilidad basada no en la afinidad sentimental –como se producía con el arte romántico–, sino en un cierto distanciamiento, una apreciación de matices. Esa separación entre arte y humanidad supone un intento de volver al hombre a la vida, de rebajar el concepto de arte como una actividad secundaria de la experiencia humana.
En la escuela semiótica, Luigi Pareyson elaboró en Estética. Teoría de la formatividad (1954) una estética hermenéutica, donde el arte es interpretación de la verdad. Para Pareyson, el arte es “formativo”, es decir, expresa una forma de hacer que, «a la vez que hace, inventa el modo de hacer». En otras palabras, no se basa en reglas fijas, sino que las define conforme se elabora la obra y las proyecta en el momento de realizarla. Así, en la formatividad la obra de arte no es un “resultado”, sino un “logro”, donde la obra ha encontrado la regla que la define específicamente. El arte es toda aquella actividad que busca un fin sin medios específicos, debiendo hallar para su realización un proceso creativo e innovador que dé resultados originales de carácter inventivo. Pareyson influyó en la denominada Escuela de Turín, que desarrollará su concepto ontológico del arte: Umberto Eco, en Obra abierta (1962), afirmó que la obra de arte solo existe en su interpretación, en la apertura de múltiples significados que puede tener para el espectador; Gianni Vattimo, en Poesía y ontología (1968), relacionó el arte con el ser, y por tanto con la verdad, ya que es en el arte donde la verdad se muestra de forma más pura y reveladora.

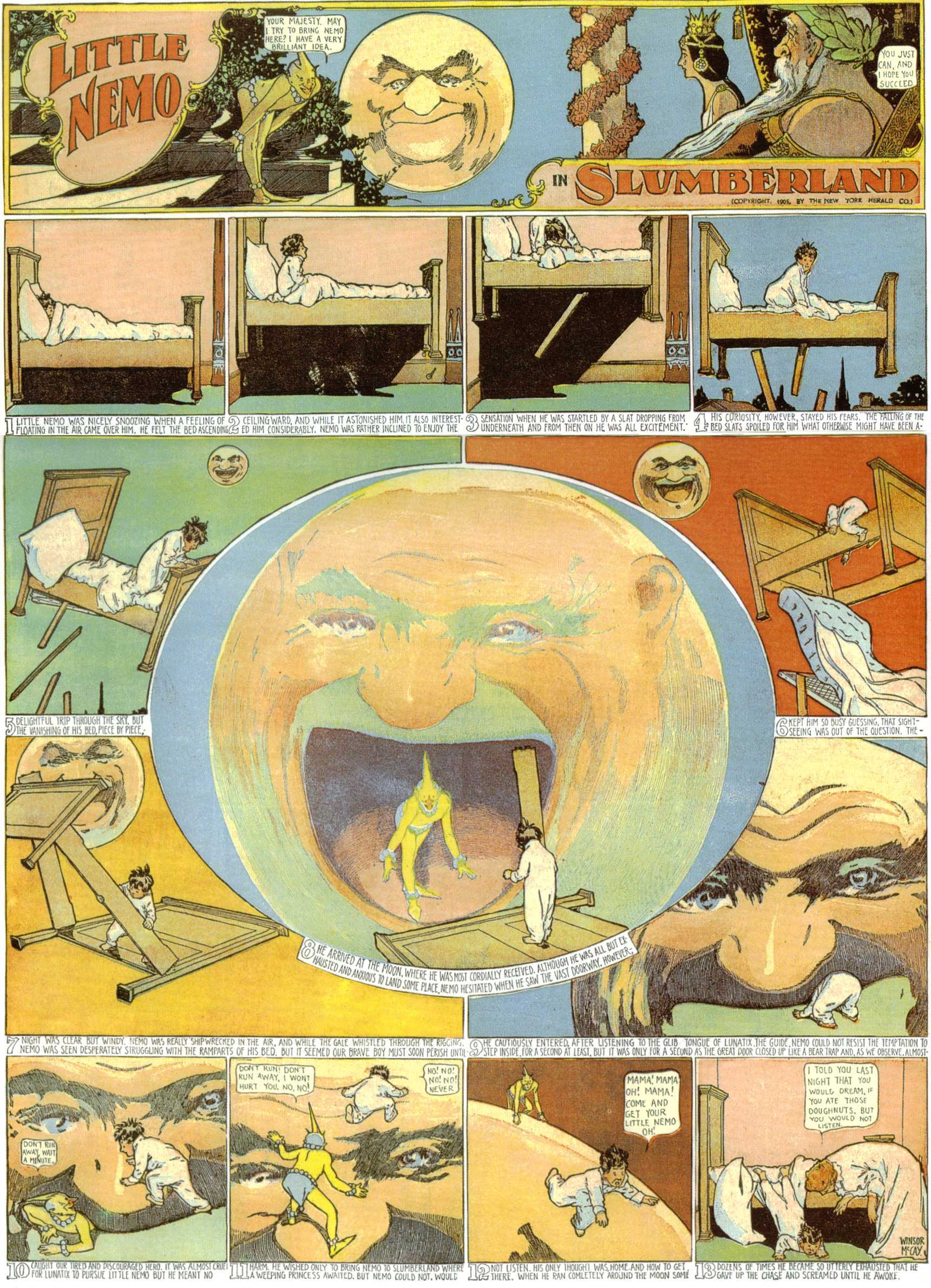
El cómic ha sido una de las últimas incorporaciones a la categoría de bellas artes. En la imagen Little Nemo in Slumberland, el primer gran clásico del cómic publicado en 1905.

Una de las últimas derivaciones de la filosofía y el arte es la postmodernidad, teoría sociocultural que postula la actual vigencia de un periodo histórico que habría superado el proyecto moderno, es decir, la raíz cultural, política y económica propia de la Edad Contemporánea, marcada en lo cultural por la Ilustración, en lo político por la Revolución francesa y en lo económico por la Revolución industrial. Frente a las propuestas del arte de vanguardia, los postmodernos no plantean nuevas ideas, ni éticas ni estéticas; tan solo reinterpretan la realidad que les envuelve, mediante la repetición de imágenes anteriores, que pierden así su sentido. La repetición encierra el marco del arte en el arte mismo, se asume el fracaso del compromiso artístico, la incapacidad del arte para transformar la vida cotidiana. El arte postmoderno vuelve sin pudor al sustrato material tradicional, a la obra de arte-objeto, al “arte por el arte”, sin pretender hacer ninguna revolución, ninguna ruptura. Algunos de sus más importantes teóricos han sido Jacques Derrida y Michel Foucault.
Como conclusión, cabría decir que las viejas fórmulas que basaban el arte en la creación de belleza o en la imitación de la naturaleza han quedado obsoletas, y hoy día el arte es una cualidad dinámica, en constante transformación, inmersa además en los medios de comunicación de masas, en los canales de consumo, con un aspecto muchas veces efímero, de percepción instantánea, presente con igual validez en la idea y en el objeto, en su génesis conceptual y en su realización material. Morris Weitz, representante de la estética analítica, opinaba en El papel de la teoría en la estética (1957) que «es imposible establecer cualquier tipo de criterios del arte que sean necesarios y suficientes; por lo tanto, cualquier teoría del arte es una imposibilidad lógica, y no simplemente algo que sea difícil de obtener en la práctica». Según Weitz, una cualidad intrínseca de la creatividad artística es que siempre produce nuevas formas y objetos, por lo que «las condiciones del arte no pueden establecerse nunca de antemano». Así, «el supuesto básico de que el arte pueda ser tema de cualquier definición realista o verdadera es falso».
En el fondo, la indefinición del arte estriba en su reducción a determinadas categorías –como imitación, como recreación, como expresión–; el arte es un concepto global, que incluye todas estas formulaciones y muchas más, un concepto en evolución y abierto a nuevas interpretaciones, que no se puede fijar de forma convencional, sino que debe aglutinar todos los intentos de expresarlo y formularlo, siendo una síntesis amplia y subjetiva de todos ellos.

El arte es una actividad humana consciente capaz de reproducir cosas, construir formas, o expresar una experiencia, si el producto de esta reproducción, construcción, o expresión puede deleitar, emocionar o producir un choque.
Władysław Tatarkiewicz, Historia de seis ideas (1976).

## Teorías del arte y autores más significativos
- Métodos de investigación de la Historia del Arte

- Einfühlung (empatía - Einfühlung-)
  - Wilhelm Worringer (de:Wilhelm Worringer)
- Formalismo
  - Heinrich Wölfflin

- Escuela de Viena de Historia del Arte
  - Jacob Burckhardt (propiamente pertenece a un periodo anterior)
  - Max Dvorak (Max Dvořák)
- Iconología
  - Aby Warburg
  - Erwin Panofsky
  - Ernst Hans Josef Gombrich

- Psicología del arte

- Teoría de la Gestalt
  - Rudolf Arnheim

- Sociología del arte
  - Pierre Francastel (fr:Pierre Francastel)

- Estructuralismo
  - Michel Foucault
  - Umberto Eco